# Trichinium zeyheri
Trichinium zeyheri är en amarantväxtart som beskrevs av Horace Bénédict Alfred Moquin-Tandon. Trichinium zeyheri ingår i släktet Trichinium och familjen amarantväxter. Inga underarter finns listade i Catalogue of Life.